# Laura Pidcock
Laura Pidcock (Cramlington, Inglaterra; 18 de junio de 1988) es una política británica, miembro de la Cámara de los Comunes del Reino Unido desde 2017 hasta 2019, representando al Partido Laborista por el distrito inglés de North West Durham.

## Carrera parlamentaria

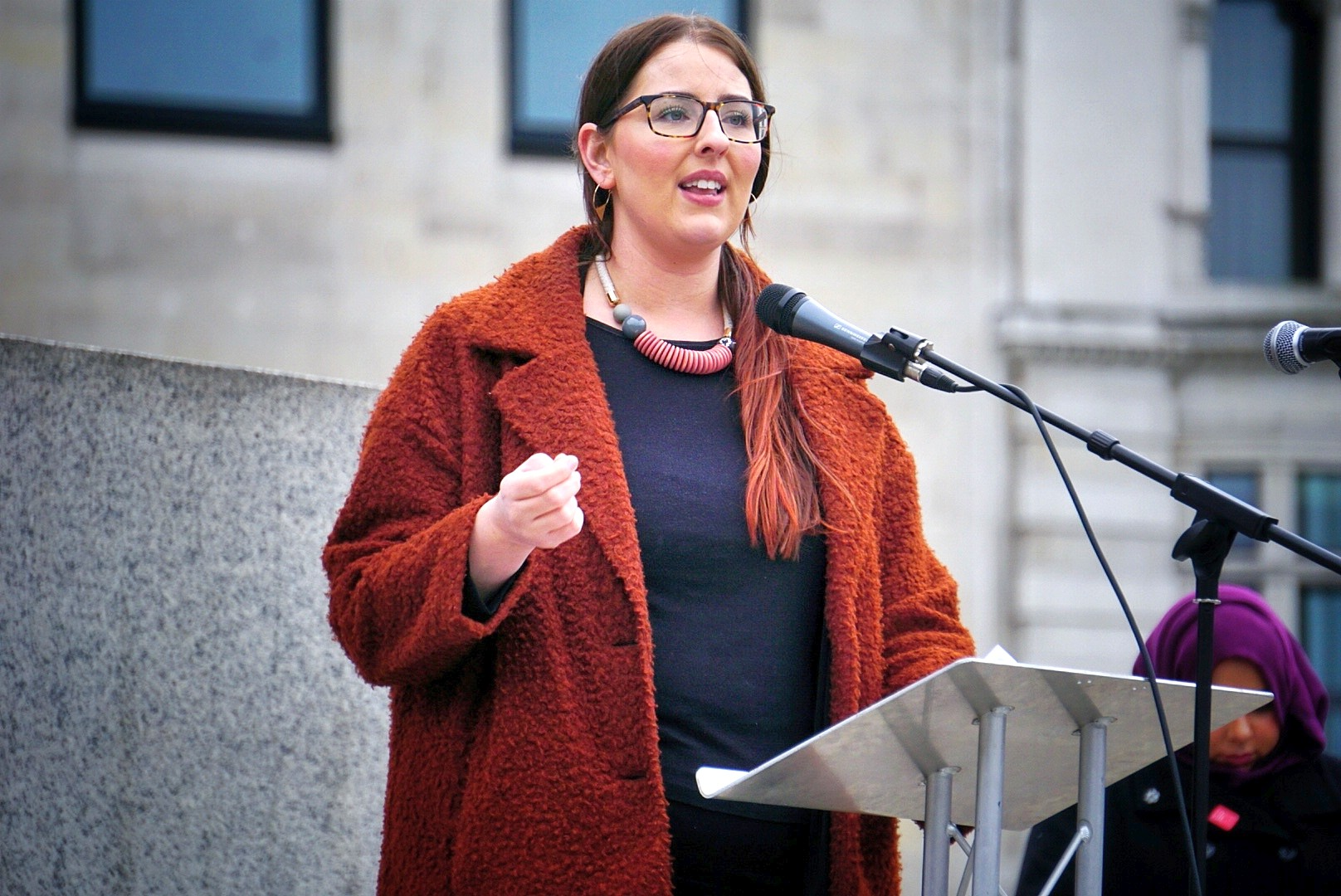
Laura Pidcock en el mitin "Britain is Broken" (2019).

Antes de acceder al parlamento, era trabajadora social de salud mental y gerente en la organización de caridad contra el racismo "Show Racism the Red Card".  Previamente, Pidcock había sido concejal en el consejo de condado de Northumberland hasta perder su escaño en 2017.
Unas semanas antes de las elecciones generales, Pidcock fue llamada por el Partido Laborista para suplir la baja por retiro del diputado Pat Glassal, por el condado de North West Durham.
Pidock se declara luchadora feminista. En su discurso juramental, dijo que el Parlamento databa de "una época en la que a mi clase y mi sexo se les hubiera negado un lugar en ella, porque somos considerados indignos".
Fue una fuerte crítica del gobierno conservador de Theresa May. Atrajo la atención a mediados de 2017 cuando llamó "el enemigo" al Partido Conservador y decir que estaba "disgustada por la forma en la que manejan este país". También llegó a declarar que no tenía ninguna intención de "ser amiga de ningún tory". Defendiendo las ideas de su distrito, Pidcock ha destacado por criticar la desindustrialización a largo plazo y la falta de inversión en North West Durham.
Desde su nombramiento como parlamentaria, Pidcock ha apoyado las políticas del líder del Partido Laboral, Jeremy Corbyn. Cuando llegó el momento de celebrar el Referéndum sobre la permanencia del Reino Unido en la Unión Europea, Pidcock, a título personal, pidió el voto a favor del llamado Brexit, llegando a decir antes de la votación que "la gente estaba sufriendo incluso dentro de esa estructura... ¿Por qué alguien votaría para que las cosas permanezcan igual cuando su vida es una mierda? ¿O se siente basura?".